# Karl-Heinz Riedle
Karl-Heinz Riedle (Weiler im Allgäu, 1965. szeptember 16. –) világbajnok német labdarúgó, csatár, edző.

## Pályafutása

### Klubcsapatban
A TSV Ellhofen és az SV Weiler csapataiban kezdte a labdarúgást. Felnőtt pályafutását a Bayernligában szereplő FC Augsburg csapatában kezdte és a csapat házi gólkirálya lett az 1985–86-os szezonban 20 góllal. Az 1986–87-es szezonban az újonc SpVgg Blau-Weiß 1890 Berlin együttesében mutatkozott be a Bundesliga élvonalában 1986. augusztus 9-én az 1. FC Kaiserslautern ellen, ahol csapatai hazai pályán 4–1-es vereséget szenvedett. Az idény végén csapata kiesett az első osztályból, ezért Riedle az Otto Rehhagel által vezetett Werder Bremen együtteséhez igazolt. Az 1987–88-as idényben 18 gólt szerzett – ezzel második lett a góllövő listán Jürgen Klinsmann 24 találata mögött – és jelentősen hozzájárult csapata bajnoki címének megszerzéséhez. Tagja volt az 1989-ben és az 1990-ben nyugatnémet kupa-döntős együttesnek.
Riedle 1990 nyarán az Lazio csapatához szerződött Olaszországba, ahol a következő három idényt töltette különösebb eredmény elérése nélkül. Két szezonon át együtt játszott honfitársával Thomas Dollal. 1993-ban visszatért Németországba a Borussia Dortmund együtteséhez, ahol többnyire a kezdőcsapatban kapott helyet Stéphane Chapuisat mellett a csatársorban. Jelentős szerepe volt az 1994–95-ös és az 1995–96-os bajnoki cím elnyerésében és az 1996–97-es bajnokok ligája győzelemben.
1997-ben Riedle Angliába szerződött a Liverpoolhoz, de csak alkalmanként lépett a pályára nem vált meghatározó játékossá. Michael Owen bemutatkozása után még inkább a háttérbe szorult. 1999. szeptember végén a Fulhamhoz igazolt, ahol korábbi liverpooli menedzser Roy Evans dolgozott. 2001-ben itt vonult vissza az aktív labdarúgástól.

### A válogatottban
1988 és 1994 között 42 alkalommal szerepelt a német válogatottban és 16 gólt szerzett. Tagja volt az 1990-es világbajnok csapatnak Olaszországban. Az 1992-es svédországi Európa-bajnokságon ezüstérmet szerzett a csapattal és holtversenyben a torna gólkirálya lett. Részt vett az 1994-es amerikai világbajnokságon is.
1986–87-ben négy alkalommal szerepelt az U21-es válogatottban és egy gólt szerzett. 1988-ban a szöuli olimpián bronzérmet szerzett a nyugatnémet válogatottal. Az olimpiai csapatban egy alkalommal lépett pályára.

## Sikerei, díjai
NSZK és Németország
- Olimpiai játékok
  - bronzérmes: 1988, Szöul
- Világbajnokság
  - világbajnok: 1990, Olaszország
- Európa-bajnokság
  - ezüstérmes: 1992, Svédország
  - gólkirály: 1992, Svédország (holtversenyben)

 Werder Bremen
- Nyugatnémet bajnokság (Bundesliga)
  - bajnok: 1987–88
- Német kupa (DFB-Pokal)
  - döntős: 1989, 1990
- Nyugatnémet szuperkupa (DFL-Supercup)
  - győztes: 1988

 Borussia Dortmund
- Német bajnokság (Bundesliga)
  - bajnok: 1994–95, 1995–96
- Nyugatnémet szuperkupa (DFL-Supercup)
  - győztes: 1995, 1996
- UEFA-bajnokok ligája
  - győztes: 1996–97